# Stenio Solinas
Stenio Solinas (Roma, 19 dicembre 1951) è un giornalista e saggista italiano.

## Biografia
Cresciuto nell'ambiente giovanile della destra politica e culturale, Solinas ha contribuito alla nascita di quella corrente chiamata "Nuova Destra" che si rifaceva alle tesi dell'intellettuale francese Alain de Benoist.
Già dirigente del FUAN romano, organizzazione universitaria del partito di estrema destra del Movimento Sociale Italiano, fu in quegli anni redattore capo del bimestrale Intervento, direttore della rivista Elementi e collaboratore ai quotidiani Roma e Vita negli anni Settanta. Sul quotidiano Roma di Napoli, il 21 giugno 1977, Solinas descrisse così i giovani della Nuova Destra: «Il ritratto di una gioventù decisamente rivoluzionaria, che si trova a disagio con il binomio  ordine-legalità; che ce l'ha più con il sistema che con il comunismo; che sogna un repulisti generale, ma che sa, alla fin fine, che tutte le rivoluzioni vengono tradite [...] È gente che per maestri si è scelta Codreanu ed Evola, gli antichi codici d'onore ed il gusto dell'intransigenza; che stima Drieu La Rochelle perché con il suo suicidio onorò una firma, e Pound perché con il suo silenzio disprezzò il mondo. [...] nel rifiuto di un'epoca e di una mentalità, di un regime e di un sistema, sono molto più vicini alla frange dell'estremismo indiano di quanto non pensino: negli altri c'è lo stesso senso di impotenza, lo stesso clima di emarginazione, la stessa consapevolezza della ghettizzazione [...] Il mondo giovanile è una polveriera e gli artificieri possono arrivare da qualsiasi parte».
A partire dagli anni Ottanta, Solinas è redattore capo del quotidiano La Notte e poi del mensile Magazine del Gruppo Monti e della rivista Salve (Rizzoli Editore).
La sua esperienza giornalistica si afferma con la chiamata di Vittorio Feltri che gli affida prima l'incarico di redattore capo del settimanale L'Europeo e poi la responsabilità delle pagine culturali del Giornale, incarico che mantiene per cinque anni, prima di diventare inviato. Negli anni '90, compiendo un'operazione speculare a quella fatta il decennio prima da diversi intellettuali di estrema sinistra ormai collaboratori dei giornali della destra moderata, quali Lanfranco Pace o Giampiero Mughini con il suo Compagni addio!, lasciò alle spalle la militanza politica attiva con l'ironico pamphlet Per farla finita con la destra, in cui lanciò un appello trasversale contro il "nuovo totalitarismo culturale che, complice il tramonto delle ideologie, va configurandosi nel nome di un pensiero unico radical-liberista" per salvare "questa porca e cara Italia."

## Opere
- Prezzolini. Un testimone scomodo, Roma, Volpe, 1977
- Alla conquista dello Stato, antologia della stampa fascista 1919-1925, Volpe, Roma, 1978
- Pensieri con figure, Torino, Fògola, 1980
- L'infinito sessantotto. Da Macondo e P38 alla II Repubblica, Milano, Il Falco, 1981
- C'eravamo tanto a(r)mati, con Maurizio Cabona, Vibo Valentia, Edizioni Settecolori, 1984; ristampa ampliata nel 2011
- Mostri degli anni Ottanta, Vibo Valentia, Edizioni Settecolori, 1986
- Per farla finita con la destra, Firenze, Ponte alle Grazie, 1997
- Compagni di solitudine, Firenze, Ponte alle Grazie, 1999
- L'onda del tempo, Firenze, Ponte alle Grazie, 2001; Milano, Tea, 2003
- Percorsi d'acqua, Firenze, Ponte alle Grazie, 2004
- Civiltà del Mare, con Pepi Merisio, Milano, Ecra - Edizioni del Credito Cooperativo, 2006
- Vagamondo. Viaggi e paesaggi, luoghi e incontri, miti e snobisimi, Lamezia Terme, Edizioni Settecolori, 2008
- Da Parigi a Gerusalemme. Sulle tracce di Chateaubriand, Firenze, Vallecchi, 2011
- Gli ultimi mohicani. Quel che resta della politica, Milano, Bietti, 2013
- Il corsaro nero. Henry de Monfreid, l'ultimo avventuriero, Vicenza, Neri Pozza, 2015
- Genio Ribelle. Arte e Vita di Wyndham Lewis, Vicenza, Neri Pozza, 2018
- Atlante ideologico sentimentale, Roma, GOG, 2020
- Saint-Just. La vertigine della rivoluzione, Neri Pozza, 2020
- Acquatica, Roma, GOG, 2022
- Supervagamondo. Viaggi e paesaggi, luoghi e incontri, miti e snobismi [nuova edizione ampliata di Vagamondo], edizioni Settecolori, 2022